# Friedrich Erler
Die nach dem Gründer Friedrich Erler (* 17. Januar 1820 in Leipzig; † 23. Juli 1898 in Leipzig) benannte Pelz- und Rauchwarenhandlung Friedr. Erler gehörte zusammen mit dem Rauchwarenunternehmen Thorer zu den bedeutendsten Firmen der deutschen Pelzbranche und bis zum Zweiten Weltkrieg zu den größten Steuerzahlern der Stadt Leipzig. Mitglieder der Familie waren in besonderem Maß über den Betrieb hinaus in der Branche engagiert.

## Firmengeschichte

### 1847 bis 1914 (Erster Weltkrieg)
Am 28. September 1847 wurde von dem Kürschner Johann Gottlob Friedrich Erler das Leipziger Rauchwaren-Handelsunternehmen Friedr. Erler gegründet. Er betrieb eine Kürschnerei und den Fellhandel. In Frankfurt am Main hatte Erler als Zurichtergeselle gearbeitet, mit diesen Vorkenntnissen verband er sich 1876 zusätzlich mit dem Chemiker und Pelzveredler Friedrich Adolf Sieglitz in Leipzig-Lindenau. Gottlob Friedrich Erler war maßgeblich an der Gründung des Vereins deutscher Kürschner beteiligt, deren erster Vorsitzender er wurde (späterer Reichsbund deutscher Kürschner). Auch die künftigen Firmeninhaber nahmen die verschiedensten, der Förderung der Pelzbranche dienenden Ämter wahr.
Die Geschäftseröffnung erfolgte zu einem günstigen Zeitpunkt am richtigen Ort. Der Leipziger Brühl, um den sich die Pelzbranche versammelte, begann sich zusammen mit der entstehenden modernen Pelzmode schnell zu entwickeln. Er hatte bis zum Zweiten Weltkrieg den Ruf als „Weltstraße der Pelze“, er war die bedeutendste Straße der Stadt und trug wesentlich zu Leipzigs Weltruf als Handelsmetropole bei. Einige Zeit erwirtschafteten die dort ansässigen Unternehmen der Rauchwarenbranche den größten Anteil der Steuereinnahmen Leipzigs. Erler etablierte seine Firma schließlich auf dem Brühl, Ecke Reichsstraße, in großen Räumlichkeiten im Haus „Zum roten Löwen.“
Die von Erler und Sieglitz gegründete Färberei F. A. Sieglitz & Co. wurde ursprünglich in der alten, für Leipzig historischen Barfußmühle betrieben. Im Jahr 1881 wurde die Färberei in das neu geschaffene Fabrikanwesen in Leipzig-Plagwitz, Nonnenstraße 7 verlegt. Der Betrieb war sehr schnell erfolgreich. Dessen Schwarzfärbung war von so herausragender Qualität, dass zum Beispiel bereits im Jahr 1886 von 65.000 in den Handel gelangten Luchsfellen mehr als 35.000, als Imitation des Silberfuchsfelles, durch Sieglitz & Co gefärbt wurden. Die überaus seltene Variante des völlig schwarzen Silberfuchses, also ohne die typische Silberung des Grannenhaars, wurde in den ersten Jahrzehnten nach der Firmengründung noch sehr hoch bewertet. Viele Aufträge kamen aus Amerika für über Garlick Hill in London gehandelte amerikanische Felle, obwohl für den Rückimport 20 Prozent Einfuhrsteuer bezahlt werden musste. Als der Platz für den zunehmenden Arbeitsumfang auch auf der Nonnenstraße nicht mehr ausreichte, erwarb man das Fabrikgrundstück in Leipzig-Lindenau, Angerstraße 30 hinzu und baute es weiter aus. 1910 konnten dann beide Betriebe auf der Angerstraße zusammengelegt werden. Dort am Ufer der Kleinen Luppe, einem Nebenfluss der Weißen Elster, hatten sich nebeneinander diverse weitere bedeutende Pelzveredlungsbetriebe und Zurichtereien angesiedelt. Die handwerkliche Tätigkeit versuchte man bei Sieglitz, soweit möglich, durch Maschinenarbeit zu rationalisieren. Nach dem Erwerb der neuesten Maschinen, Anlagen und der Anmeldung einiger eigener Patente war dies zu der Zeit „wohl eine der bedeutendsten Rauchwarenfärbereien aller in der Welt bestehenden Rauchwarenfärbereien“.
Ein Preiskatalog aus dem Jahr 1888 führt 225 Fabrikate auf, die von der Firma Erler gefertigt wurden, die Firma bezeichnete sich hier als „Pelzwaren-Handlung und Confection“. Verarbeitet wurden alle damals bekannten Fellsorten. Das Warenangebot ist aufgeteilt in:
Damenartikel
Reise- und Fahrmäntel, Paletots und Visiten, Bordüren, Radmäntel, Pelerines und Camails [festliche Tücher, Capes] für Theater und Ball, Hausjäckchen, Baretts und Hüte, Pelzfutter für Damenmäntel, Garnituren, Pelerinen
Herrenartikel
Reisepelze, Jagd- und Reitröcke, Kutscherpelze, Mützen, Kutscherkragen, Kutschermützen, Jagdmuffen, Pelzstiefel, Fußkörbe, Fußbänke, Reisedecken, Teppiche aller Art, Wagendecken, Schlittendecken.
Im Jahr 1912 erwarb die Firma Friedr. Erler für ihre Geschäftsräume das Gebäude Steibs Hof in Leipzig, Nikolaistraße 28/30. Ein Fachadressbuch von 1938 nennt zusätzlich noch die Hausnummer 32.

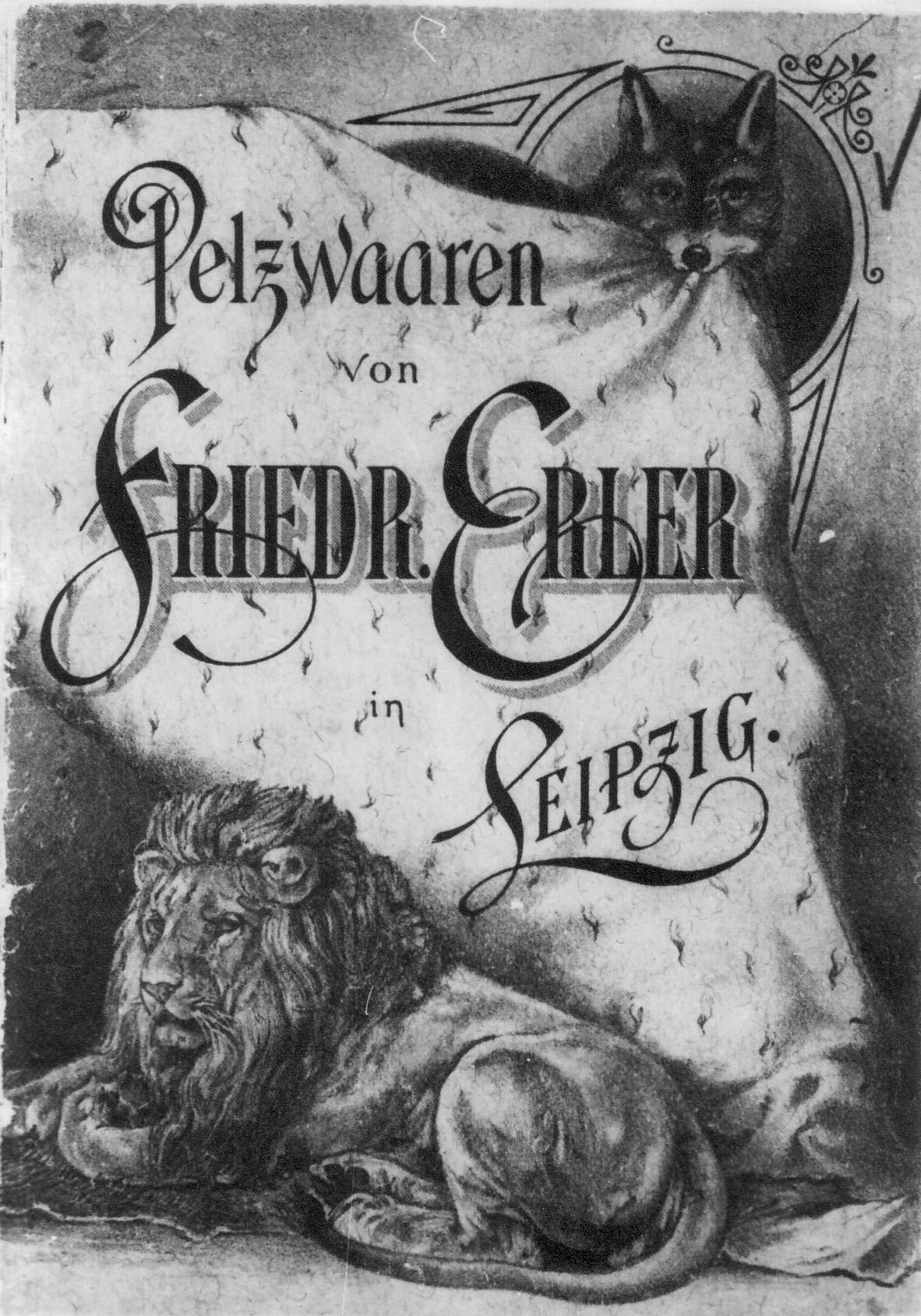
Titel einer Preisliste, um 1900

Der Firmengründer Friedrich Erler war verheiratet mit Rosine Friederike, geborene Grumbach (1823–1895) und hatte vier Söhne, von denen Paul Erler die Rauchwarengroßhandlung weiterführte. Wie sein Vater machte er zuerst eine Ausbildung im Kürschnerhandwerk, anschließend ging er zum Erlernen der französischen Sprache nach Marseille.

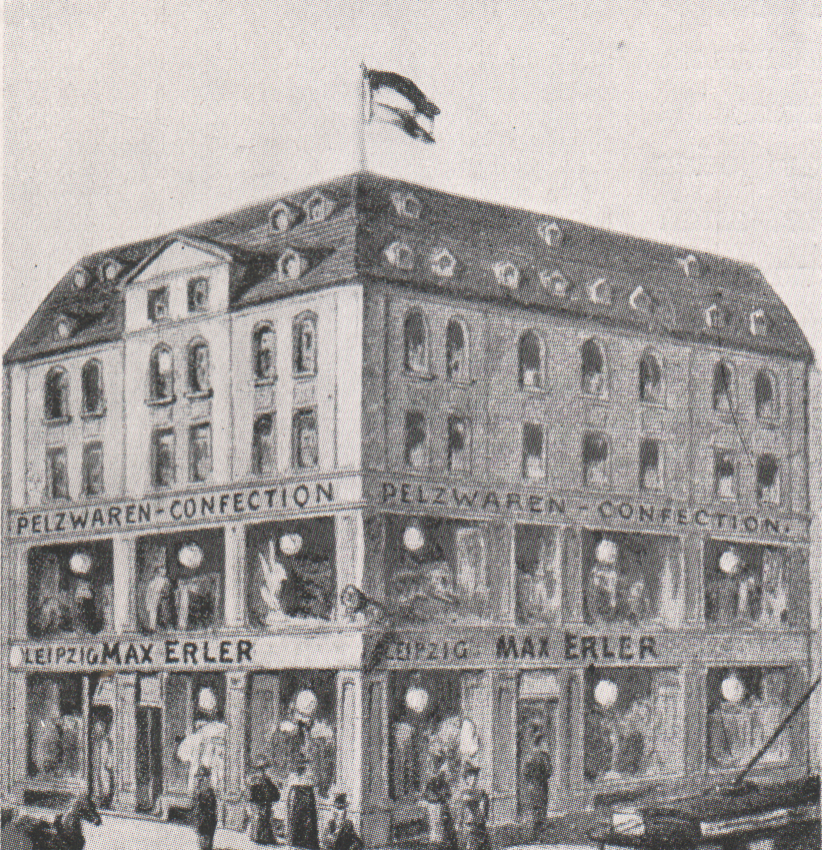
Geschäftslokal Max Erler

Ein anderer Sohn übernahm die Kürschnerei und führte sie als Max Erler weiter. Diese Firma auf der Grimmaische Straße Nr. 21 wurde eine der führenden Pelzhäuser Leipzigs, später mit dem Prädikat eines „Hoflieferanten“ ausgezeichnet.
Ein weiterer Sohn, Otto Erler († 1911), gründete unter seinem Namen eine eigene Rauchwarenhandlung, die sich jahrzehntelang als sehr leistungsfähig auch im internationalen Geschäft erwies. Sein Nachfolger war für zwei Jahrzehnte Rudolph Erler (* 1877; † 16. März 1931). Nach Abschluss der Lehre „im alten Stil“ bei Goerlitz & Machhauer ging Rudolph zu der damals sehr bedeutenden Londoner Firma Hirschel & Meyer und nach einem knapp einjährigen Aufenthalt in Paris zu der amerikanischen Schwesterfirma H. Eulenstein, New York. Sein Hauptaugenmerk galt, neben dem engen Kontakt zur Friedrich Erlerschen Firma und der von seinem Bruder und Mitinhaber geleiteten Stieglitzschen Färberei, der er ebenfalls als Mitinhaber angehörte, den „Erlerschen Fuchsspezialrenommés“ und in den letzten Jahren dem Geschäft mit argentinischen Rauchwaren. Im Gegensatz zu den übrigen Familienmitgliedern engagierte er sich nicht in Ämtern oder ähnlichen Stellungen.
Der vierte Sohn, Richard Erler, wurde Musikpädagoge in München und heiratete dort eine Kammersängerin.
Dem Trend der Zeit folgend spezialisierte sich die zweite Firmengeneration, Paul Erler, auf bestimmte Fellarten. An allen für den Rauchwarenhandel wichtigen Plätzen unterhielt das Unternehmen Vertretungen, in New York bestand seit 1907 bis zur erzwungenen Liquidation im Ersten Weltkrieg eine Filiale. Die USA gehörten vor dem Ersten Weltkrieg zu den bedeutendsten ausländischen Kunden am Leipziger Markt. Nach dem Weltkrieg wurde das Unternehmen durch die Angliederung der bereits seit Jahren bestehenden Bisam- und Kanin-Spezialhandlung Max Schmidt [Schmiedt?] und deren Umzug in das inzwischen von den Inhabern Erler's Hof genannte Geschäftsgebäude beträchtlich erweitert.

Eintrag der Firma Friedr. Erler im Hauptbuch des Leipziger Rauchwarenhändlers Naoum Dedo im Jahr 1882
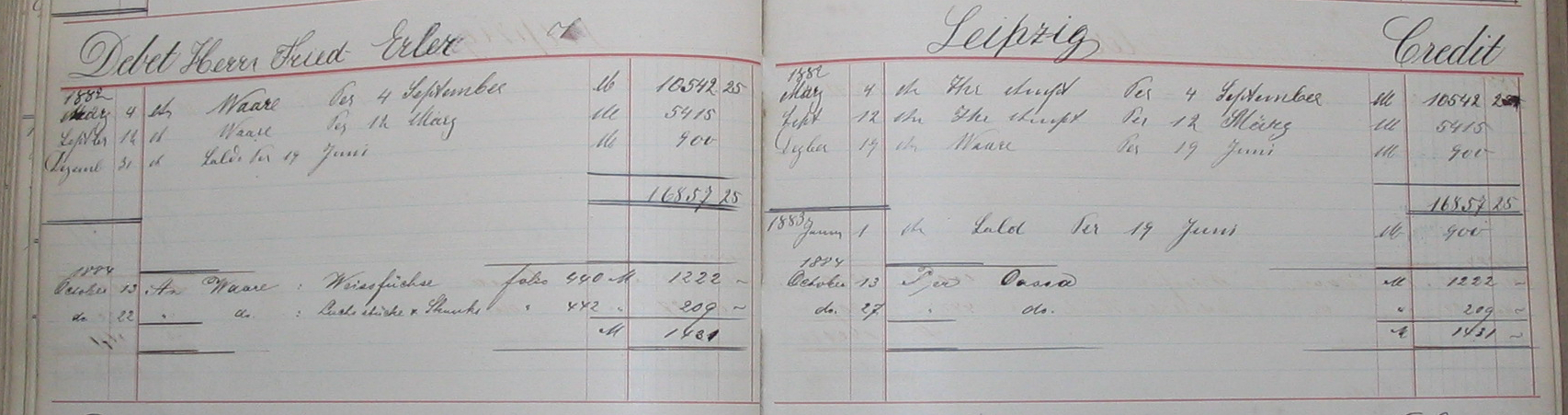
Über den Einkauf von Weißfüchsen, Luchsstücken und Skunksen

### 1914 bis 1945 (Ende des Zweiten Weltkrieges)
In der dritten Generation überwog dann der Großhandel, aber immer noch in Verbindung mit der Herstellung von Pelzen. Hauptsächliche Kunden waren ausländische Großhandelsfirmen und Großkürschner. Die Firma war vor allem führend in allen Sorten von Füchsen, in Rotfuchsfellen und Edelfuchsfellen. Friedrich Erler begründete den „Siegeslauf des Fuchses“, indem er, unterstützt von seinen Söhnen Otto und Paul, zusammen mit Adolph Sieglitz europäische Rotfuchsfelle so attraktiv färben ließ, dass sie nicht mehr nur für Innenfutter Verwendung fanden. Mit der anfänglichen Imitation (1886/87) des teuren Schwarzfuchses erlangte die Schwesterfirma Sieglitz & Co. in der Pelzbranche bereits in den 1890er Jahren Weltruf. Als es gelang, die Felle zu bleichen, war es möglich, sie anschließend auf alle gängigen Stofffarben für Kragen und sonstige Besätze einzufärben. In den 1930er Jahren beschäftigte man neben den übrigen Mitarbeitern drei Rauchwarenchemiker, „um die unzähligen Mengen ankommender Rotfüchse, überdies auch Weißfüchse, auf die verschiedensten Nuancen färben zu können. In großem Umfang wurden überdies auch Aufträge für die Balkanländer ausgeführt“. Die lange Zeit anhaltende Mode von Pelzkolliers, Fellkragen in Tierform, begünstigten diesen Geschäftsbereich. Weitere Spezialprodukte waren die geschorenen und schwarz gefärbten Sealbisam und Sealkanin. Hinzu kamen einige weitere gängige Sorten, wie Halbpersianer, Persianer und Indisch Lamm.

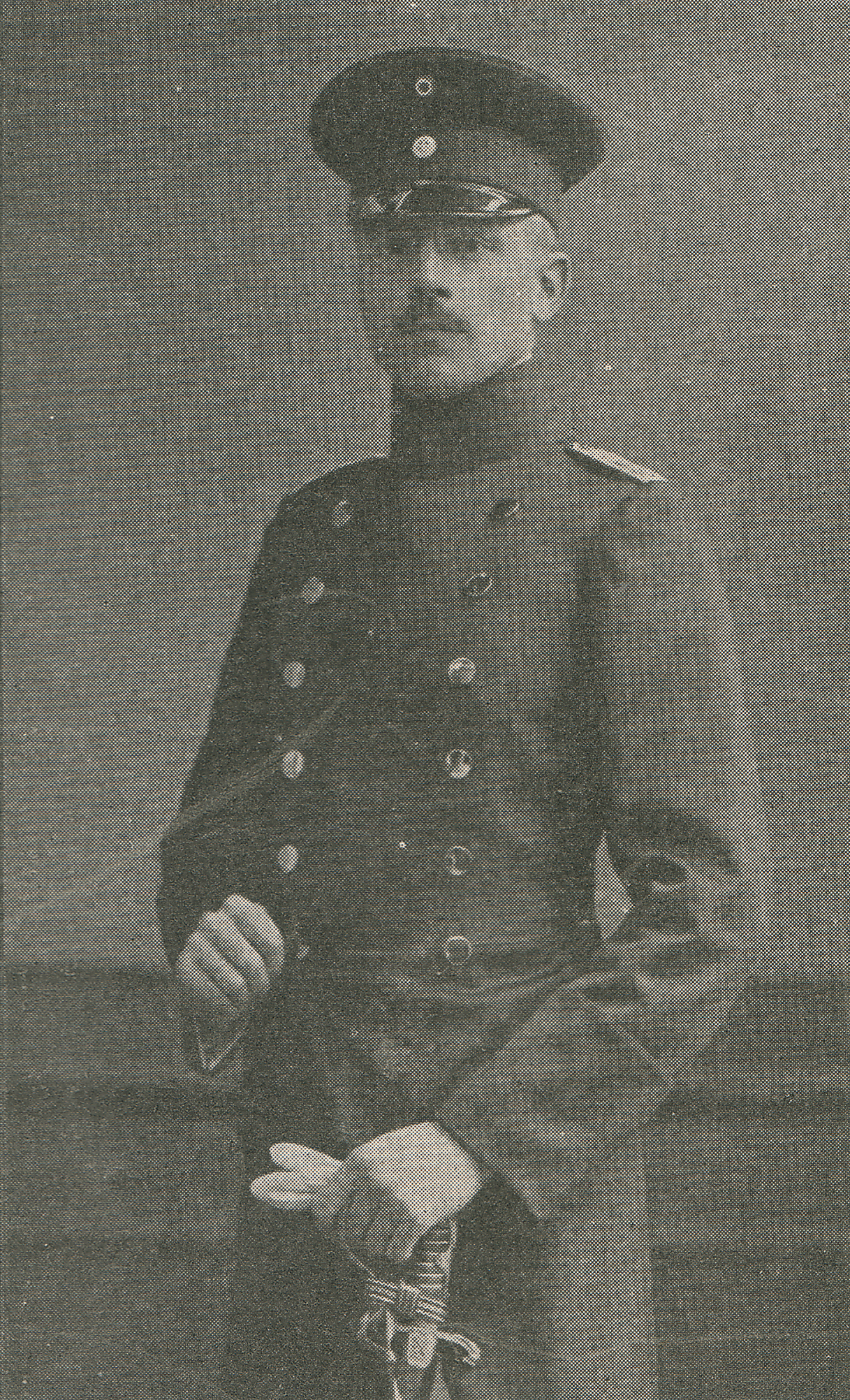
Leutnant Alfred Erler zur Zeit des Ersten Weltkriegs

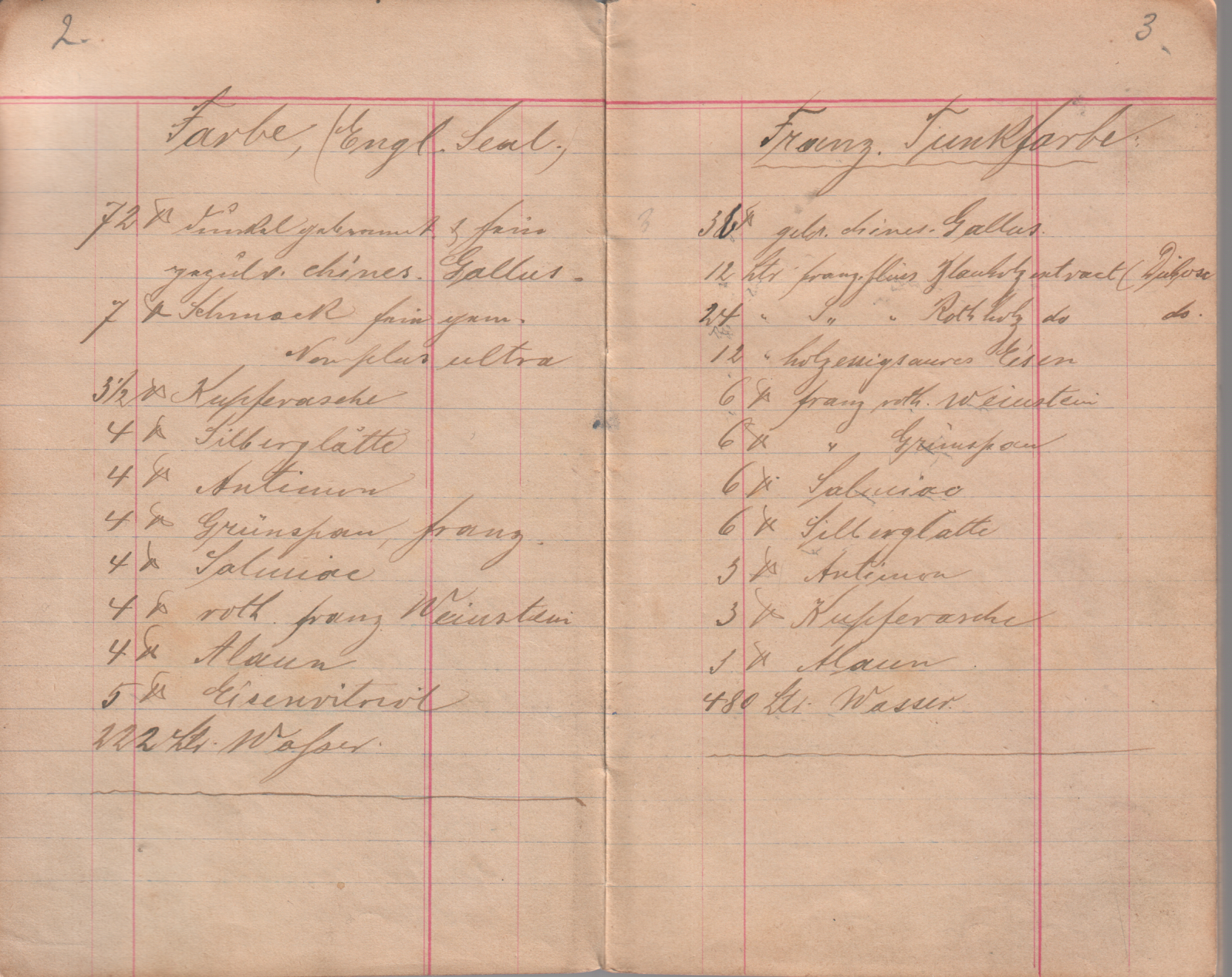
Recept-Buch für Erler & Co. Zwei Seiten handschriftliche Färberrezepte für „Englisch Seal“ und eine „Französische Tunkfarbe“ (undatiert)
→ das ganze Färberheft

Vor dem Ersten Weltkrieg war Alfred Erler (* 1881; † 5. Oktober 1967 in Frankfurt am Main), Rauchwarenhändler, als Komplementär in die Firma eingetreten. Seine Warenkenntnisse hatte er sich bei führenden Rauchwarenhäusern in London erworben, dem zweiten der beiden großen europäischen Pelzmärkte, er galt als einer besten Kenner der vielfältigen Fuchsprovenienzen. Bei der aufkommenden Silberfuchszucht in Europa und Norwegen wurde er von den Züchtern wiederholt als Preisrichter berufen. 1930 ersteigerte er ein nordamerikanisches Rotfuchsfell erlesenster Qualität für 32 englische Pfund, dies war der bis dahin wahrscheinlich höchstbezahlte Preis für diese Sorte, der Durchschnittspreis lag bei vier bis fünf Pfund. So wie die Familie Erler ihre Nachkommen in verschiedenen Häusern der Branche Erfahrungen sammeln ließ, so schickten führende Unternehmen des Auslands ihre Söhne als Volontäre zu Friedr. Erler, was erheblich zur Festigung der ausländischen Geschäftsbeziehungen beitrug. Verstärkt wurden die Kontakte durch die ab dem Jahr 1933 herausgegebene Kundenzeitschrift „Erlers Rauchwarenberichte“, wahrscheinlich der ersten Hauszeitschrift in der Rauchwarenbranche.
Ein weiterer Teilhaber der Firma neben Paul und Alfred Erler war seit dem 29. November 1906 Walter Krausse (* 1876; † 30. August 1957 in Oberstdorf), ein Schwiegersohn des Seniors Paul Erler. Der aus dem Bankfach kommende Krausse übernahm die organisatorische und finanzielle Leitung der Firma. Er war in ganz besonderem Umfang für die Branche engagiert. Auf sein unablässiges Bestreben hin wurde die Reichs-Zentrale für Pelztier- und Rauchwaren-Forschung ins Leben gerufen, deren Geschäfte er anschließend leitete. Eng verbunden hiermit sind sein Eintreten und seine Vorarbeiten zur Schaffung einer Höheren Rauchwaren-Fachschule, eines Rauchwarenmuseums sowie für die Errichtung eines Rauchwarenhauses, das die Büros der Spitzenverbände der Leipziger Rauchwarenwirtschaft, sowie Auktionsräume usw. in sich vereinigen sollte. Seit 1925 war er geschäftsführender Vorsitzender des zu der Zeit gegründeten Reichsverbandes deutscher Silberfuchs- und Edelpelztierzüchter e. V. Als Leiter der Versuchs-Pelztierfarm Deutsche Versuchszüchterei edler Pelztiere GmbH & Co (später umbenannt in Deutsche Gesellschaft für Kleintier- und Pelztierzucht GmbH & Co.) im österreichischen Hirschegg-Riezlern führte er wiederholt Verhandlungen mit Delegationen der Sowjet-Union, die den Aufbau der sowjetischen Pelztierzucht und die Lieferung von Zuchttieren betrafen.
Bei der größten, jemals gezeigten Außendarstellung der Pelzbranche im Jahr 1930, der Internationalen Pelzfach-Ausstellung, gehörten Mitarbeiter und Leitung der Firma Erler dem Präsidium und dem Vorstand der IPA an.
Seit 1922 war Paul Schöps (* 6. Januar 1895 in Apolda; † Dezember 1986) als Syndikus und Mitinhaber in der Firma Friedrich Erler in Leipzig tätig, bald nach dem Zweiten Weltkrieg als Wirtschaftsberater. Er betätigte sich seit 1926 zusätzlich als Verleger, war Inhaber des Hermelin-Verlags; dabei Herausgeber der Zeitschrift Das Pelzgewerbe (letzte Ausgabe 1973) und vieler weiterer, hauptsächlich Pelzfachpublikationen, außerdem war er ein bedeutender Fachautor der Branche. In seinen Räumen soll sich das Leipziger Pelzmuseum befunden haben (wohl nur die Reste der durch den Zweiten Weltkrieg vernichteten Sammlung).

### Ab 1945
Infolge eines Gehörleidens zog sich Walter Krausse im Februar 1945 aus dem Leipziger Geschäft zurück und verlegte seinen Wohnsitz nach Hirschegg-Riezlern. Die dortige Pelztierfarm wurde einige Zeit später in eine Ferienpension umgewandelt. Sein Sohn, der ebenfalls in der Pelzbranche gelernt hatte, hatte schon vor 1941 nach einigen Jahren die Firma verlassen und war in die Landwirtschaft gewechselt, mit der, durch seinen Vater zitierten, Begründung, „er bringe es einfach nicht fertig, für immer mit Juden und Händlern feilschen zu müssen“.
1948 versuchte Krausse in dem neu entstehenden Pelzhandelszentrum um die Frankfurter Niddastraße noch einmal einem Neubeginn, seine zunehmende Schwerhörigkeit und weitere gesundheitliche Probleme zwangen ihn jedoch nach wenigen Jahren zur endgültigen Aufgabe der Berufstätigkeit. Ein Branchenmitglied erinnert sich, das Walter Krausse letztlich verarmt starb und zwei Frankfurter Kollegen die Beerdigungskosten übernahmen. Die Firma wurde noch einige Zeit lang als kleineres Kommissionsgeschäft von einem Neffen fortgeführt.
Alfred Erler verstarb nach langem Leiden am 5. Oktober 1967 in Frankfurt am Main, in seinem Heim auf der oberen Niddastraße, mitten im Zentrum der Pelzbranche, wo er seit Jahren seinen Lebensabend verbrachte.

## Werke
- Alfred Erler: Südamerikanische Rauchwaren. In: Rauchwarenkunde. Elf Vorträge aus der Warenkunde des Pelzhandels Leipzig 1931.  → Inhaltsverzeichnis.
- Walter Krausse: Fünfzig Jahre Kaufmann in der Messestadt Leipzig. 1941  → Titelseite